# Stadion miejski w Hamie
Stadion miejski – stadion piłkarski znajdujący się w syryjskim mieście Hama. Swoje mecze rozgrywają na nim kluby: Nawair SC i Taliya SC. Stadion posiada 22000 miejsc siedzących. Został otwarty w 1958 roku. Posiada nawierzchnię trawiastą.